# Taufers im Münstertal
Taufers im Münstertal (wł. Tubre) – miejscowość i gmina we Włoszech, w regionie Trydent-Górna Adyga, w prowincji Bolzano (Tyrol Południowy).
Liczba mieszkańców gminy wynosiła 982 (dane z roku 2009). Język niemiecki jest językiem ojczystym dla 95,42%, a włoski dla 4,58% mieszkańców (2001).